# South Dakota (U-Boot)
Die South Dakota, auch USS South Dakota (Kennung: SSN-790), ist ein atomgetriebenes Jagd-U-Boot der Virginia-Klasse der United States Navy. Das U-Boot ist nach dem US-amerikanischen Bundesstaat South Dakota benannt.

## Name
Am 15. Juli 2008 wurde bekannt gegeben, dass SSN-790 nach dem US-Bundesstaat South Dakota benannt wird. Sie ist das dritte aktive Schiff der US-Navy, welches diesen Namen erhielt. Das erste war der Kreuzer der Pennsylvania-Klasse South Dakota. Das zweite Schiff mit diesem Namen war die South Dakota, ein Schlachtschiff der zweiten South-Dakota-Klasse, das von 1942 bis 1947 in Dienst stand. Eine vierte South Dakota, Typschiff der ersten South-Dakota-Klasse, wurde nicht fertiggestellt.

## Geschichte
Der Auftrag ging am 22. Dezember 2008 an Electric Boat in Groton. Der Bau für das Boot begann 2013, im April 2016 wurde es auf Kiel gelegt und am 14. Oktober 2017 erfolgte die Schiffstaufe. Das Boot wurde Anfang 2019 in seinem Heimathafen in Dienst gestellt.